# Гута (пункт контролю)
51°40′0.7″ пн. ш. 24°7′14.5″ сх. д. / 51.666861° пн. ш. 24.120694° сх. д.
Гу́та — пункт пропуску через державний кордон України на кордоні з Білоруссю.
Розташований у Волинській області, Ратнівський район, поблизу однойменного села. З білоруського боку знаходиться пункт пропуску «Отчино» на дорозі місцевого значення в напрямку на Малориту.
Вид пункту пропуску — автомобільний, пішохідний. Статус пункту пропуску — місцевий (час роботи з 8:00—20:00 у передвихідні, вихідні, передсвяткові та святкові дні).
Характер перевезень — пасажирський.
Пункт пропуску «Гута» може здійснювати лише радіологічний, митний та прикордонний контроль.